# Leptomicrurus collaris
Leptomicrurus collaris é uma espécie de serpente da família Elapidae. Pode ser encontrada na Guiana Francesa, Suriname, Guiana, leste da Venezuela (Bolivar) e Brasil (Roraima, Amapá, Amazonas, Pará).